# عربی مراکشی
عربی مراکشی (عربی: اللهجة المغربیة) که دارِجه (به عربی: الدارجة یا الداریجة) هم نامیده می‌شود، گویشی از زبان عربی است که در مراکش بدان سخن گفته می‌شود. عربی مراکشی بخشی از زنجیره گویشی عربی مغربی است و به عربی الجزایری و تا حدی تونسی نزدیک است. این زبان به شدت از زبان‌های بربری و تا حدودی از لاتین (رومی آفریقایی)، پونی، فارسی، فرانسوی و اسپانیایی تأثیر پذیرفته‌است.
در مراکش عربی نوین معیار به ندرت در زندگی روزمره صحبت می‌شود و صرفاً در موقعیت رسمی مانند موعظه‌های مذهبی، کتاب‌ها، روزنامه‌ها، ارتباطات دولتی، پخش خبرها یا گفتگوهای سیاسی با درجات متفاوتی کاربرد دارد ولی عربی مراکشی بسیار رایج است و در سرگرمی‌های تلویزیونی، سینما و تبلیغات تجاری در مراکش حضور پررنگی دارد.
عربی مراکشی دارای گویش‌ها و لهجه‌های منطقه ای بسیاری نیز هست. گویش‌های عمدهٔ آن مربوط به کازابلانکا، رباط و فاس هستند و بر گویش شهرهای دیگری همچون طنجه و وجده برتری دارند. حدود ۵۰٪ تا ۷۵٪ از جمعیت مراکش از عربی مراکشی به عنوان زبان اول استفاده می‌کنند. نیمهٔ دیگر با یکی از زبان‌های بربری سخن می‌گویند. گویشوران بربری‌زبان تحصیل‌کرده، می‌توانند به راحتی با عرب‌زبانان ارتباط برقرار کنند.